# Liste der Baudenkmale in Küstriner Vorland
In der Liste der Baudenkmale in Küstriner Vorland sind alle Baudenkmale der brandenburgischen Gemeinde Küstriner Vorland und ihrer Ortsteile aufgelistet. Grundlage ist die Veröffentlichung der Landesdenkmalliste mit dem Stand vom 31. Dezember 2020.

## Baudenkmale in den Ortsteilen
In den Spalten befinden sich folgende Informationen:
- ID-Nr.: Die Nummer wird vom Brandenburgischen Landesamt für Denkmalpflege vergeben. Ein Link hinter der Nummer führt zum Eintrag über das Denkmal in der Denkmaldatenbank. In dieser Spalte kann sich zusätzlich das Wort Wikidata befinden, der entsprechende Link führt zu Angaben zu diesem Denkmal bei Wikidata.
- Lage: die Adresse des Denkmales und die geographischen Koordinaten. Link zu einem Kartenansichtstool, um Koordinaten zu setzen. In der Kartenansicht sind Denkmale ohne Koordinaten mit einem roten beziehungsweise orangen Marker dargestellt und können in der Karte gesetzt werden. Denkmale ohne Bild sind mit einem blauen bzw. roten Marker gekennzeichnet, Denkmale mit Bild mit einem grünen beziehungsweise orangen Marker.
- Bezeichnung: Bezeichnung in den offiziellen Listen des Brandenburgischen Landesamtes für Denkmalpflege. Ein Link hinter der Bezeichnung führt zum Wikipedia-Artikel über das Denkmal.
- Beschreibung: die Beschreibung des Denkmales
- Bild: ein Bild des Denkmales und gegebenenfalls einen Link zu weiteren Fotos des Baudenkmals im Medienarchiv Wikimedia Commons

### Gorgast
| ID-Nr.   | Lage             | Bezeichnung                                       | Beschreibung | Bild           |
| -------- | ---------------- | ------------------------------------------------- | --- | -------------- |
| 09180450 | (Lage)           | Dorfkirche                                        | Die 1959 eingeweihte Dorfkirche gehört zu den in der Frühzeit der DDR neu errichteten Sakralbauten. Die Ausstattung ist überwiegend neuzeitlich und stammt aus der Bauzeit der Kirche. Das Altarretabel ist aus französischem Bleiglas und hat einen Durchmesser von 1,8 m. Die Fünte stammt aus dem Vorgängerbau aus dem Jahr 1888; die Orgel aus der Werkstatt von Wilhelm Sauer. | weitere Bilder |
| 09180844 | (Lage)           | Gesamtanlage des Fort Gorgast                     | Das Fort Gorgast wurde von 1883 bis 1889 erbaut. | weitere Bilder |
| 09180987 | Amtshof 4 (Lage) | Gutsanlage mit Herrenhaus, Stallspeicher und Park | Der Park wurde von Peter Joseph Lenné in den Jahren um 1830 angelegt. | weitere Bilder |

### Küstrin-Kietz
| ID-Nr.   | Lage                         | Bezeichnung | Beschreibung | Bild           |
| -------- | ---------------------------- | --- | ------------ | -------------- |
| 09180494 | B 1 (Lage)                   | Viertelmeilenstein, bei km 2,5 |              | weitere Bilder |
| 09180847 | Kleine Friedensstraße (Lage) | Alter Friedhof |              | weitere Bilder |
| 09180493 | Oderinsel (Lage)             | Feldartilleriekasernenanlage mit Hauptgebäude, Batteriegebäude, Kommandantur, Pferdestall und Kasernenhof sowie Artillerie- und Detlefsenstraße |              | weitere Bilder |

### Manschnow
| ID-Nr.   | Lage                 | Bezeichnung                    | Beschreibung | Bild           |
| -------- | -------------------- | ------------------------------ | ------------ | -------------- |
| 09180527 | B 1 (Lage)           | Viertelmeilenstein, bei km 6,4 |              | weitere Bilder |
| 09180529 | Friedenstraße (Lage) | Sowjetischer Ehrenfriedhof     |              | weitere Bilder |